# Treinongeval bij Voorschoten (1926)

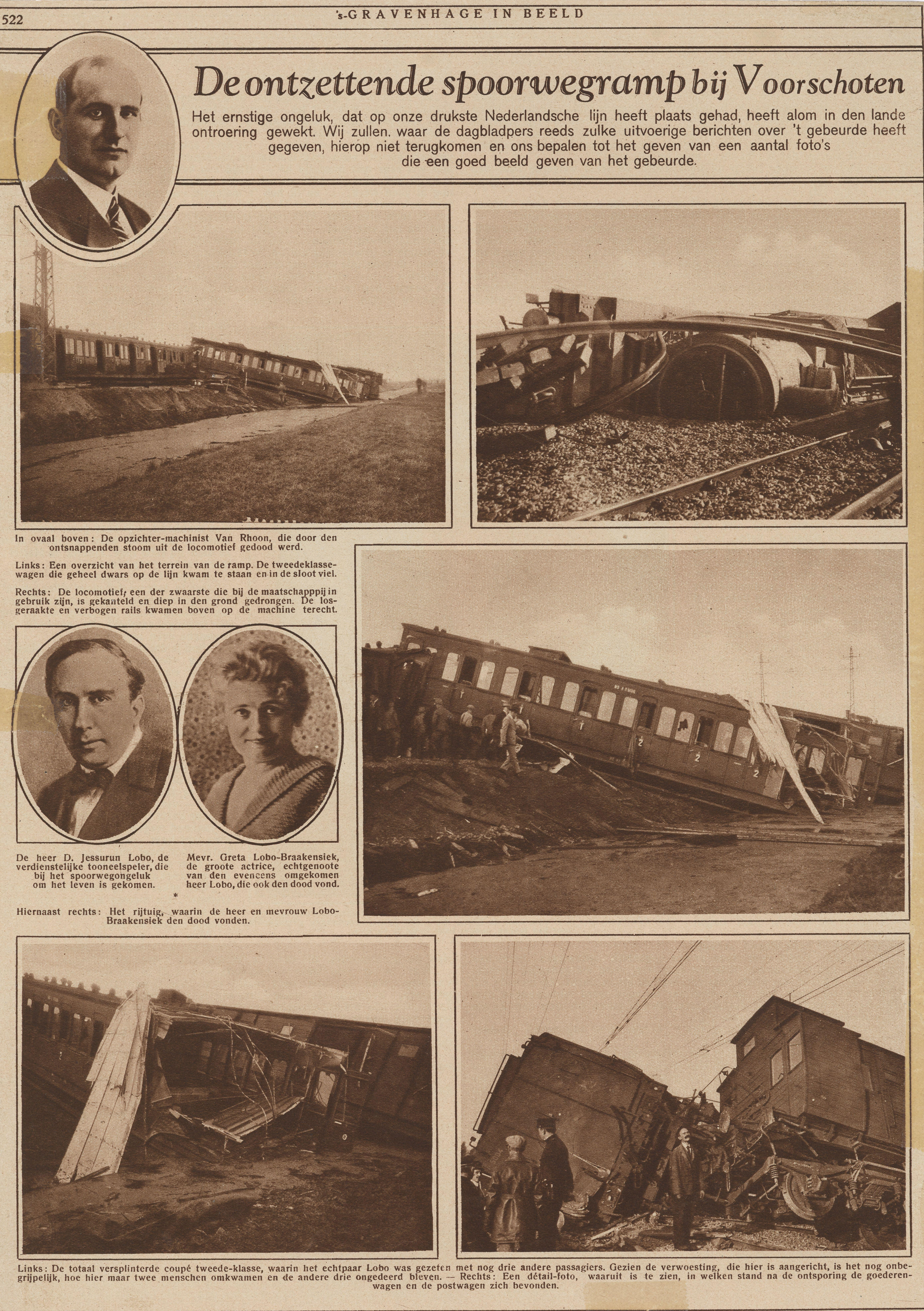
Treinongeval bij De Vink; 9 september 1926.

Op 9 september 1926 ontspoorde bij De Vink, tussen Voorschoten en Leiden, de om 14.21 uur uit  Rotterdam Delftsche Poort vertrokken sneltrein 218 in de richting van Leiden en Amsterdam.

## Ongeval

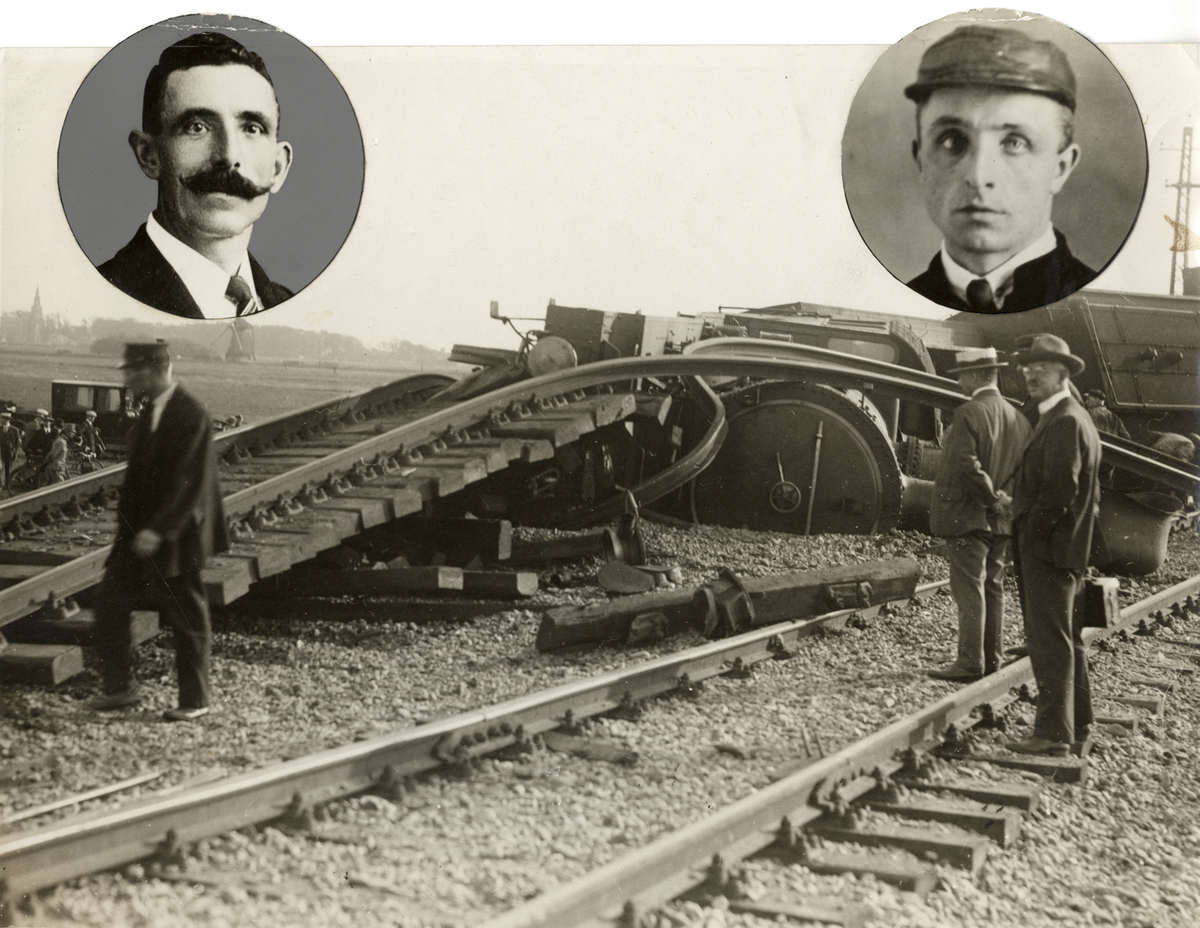
Het ongeluk met de omgekomen machinist van Rhoon en de leerling machinist van Ettikhoven

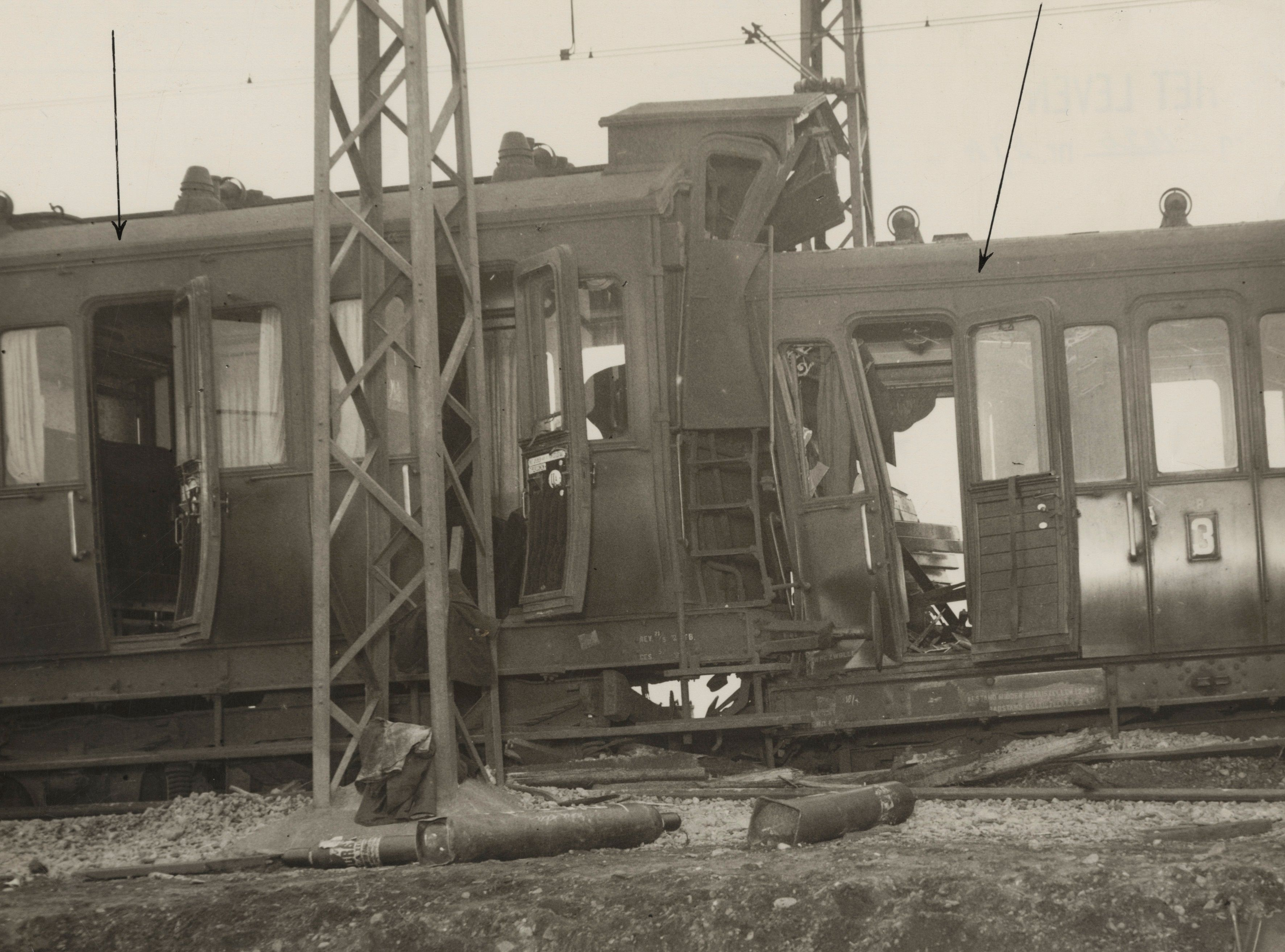
Een beeld van de ravage, de verwoeste treinstellen.

Na het passeren van kasteel Duivenvoorde bij Voorschoten bleek de stoomlocomotief sterk te schommelen. De machinist sloot vervolgens de stoomtoevoer af en hoorde vervolgens een harde knal, waarna de locomotief sterk afremde. Hierdoor liep de loc vast en kantelde met de tender naar links. De trein bevond zich toen nabij De Vink in de gemeente Voorschoten.
De bagagewagen achter de loc kwam dwars op het spoor te staan, het eerste rijtuig daarachter gleed gedeeltelijk van de spoordijk af en belandde in een sloot. Van het tweede houten rijtuig werd de voorwand afgerukt en werd het dak versplinterd.
De machinist werd van de loc geslingerd, maar zag kans om even later op de loc terug te keren en de stoom te laten ontsnappen en het vuur met zand te doven, waardoor wellicht ergere ongelukken zijn voorkomen. Twee collega's op de loc konden het ongeval echter niet meer navertellen. Zij raakten bedolven onder gloeiende kolen en verbrandden door stoom die bij de afgebroken stoomfluit ontsnapte. De hoofdconducteur werd uit zijn uitkijkpost geslingerd en kwam in een sloot terecht.
Bij het ongeval werden vier mensen gedood, tien zwaargewond en een veelvoud lichtgewond. Onder de dodelijke slachtoffers was het acteursechtpaar Greta Lobo en David Jessurun Lobo.
Na het ongeval werden explosieven ingezet om de restanten van de verongelukte rijtuigen op te ruimen.

## Onderzoek
Drie onderzoekscommissies bogen zich over de mogelijke oorzaken van het ongeval. Een regeringscommissie oordeelde dat het spoor op de plek van het ongeluk niet goed verzorgd is geweest. Het ontbrak aan voldoende geschoold personeel voor onderhoud en toezicht. Een ingenieur en de opzichter moesten het veld ruimen. Een andere commissie meende dat niemand van het personeel verantwoordelijk kon worden gesteld "omdat het verband tussen de onvolkomenheid en het ongeval niet voldoende vaststaat".

## Nasleep
De spoorwegen startten een charmeoffensief en in een krant stond: "Alle toehoorders kregen de overtuiging, dat hier door de Nederlandse Spoorwegen vele moeilijkheden zijn overwonnen en een groots werk is tot stand gebracht, in hoofdzaak te danken aan het initiatief, de werkkracht en het doorzettingsvermogen van Nederlanders op wier schitterende prestatie ons volk trots mag zijn". Slachtoffers procedeerden nog jarenlang om een schadevergoeding te krijgen, echter zonder resultaat.
De locomotief werd na het ongeval hersteld en enkele maanden later weer in dienst gesteld. De krant 'Het Vaderland' schreef in januari 1927: "Dezelfde hoofdmachinist Mulder doet er weer dienst op en volgt dezelfde dienstregeling als voorheen, dus ook weer op trein No. 218, om 14.18 uur uit Rotterdam vertrekkend, waarmee het ongeluk den 9 september is geschied."